# Leo Matinpalo
Leo Matinpalo, född 4 juni 1900 i Helsingfors, död 8 februari 1990 i Nastola, var en finländsk konstnär, sångare, musiker.
Matinpalo var bror till skulptören Marie Matinpalo och syskonen flyttade till Nastola 1964, där de ställde ut sina konstverk. Åren 1930 samt 1933–1934 gjorde Matinpalo 23 skivinspelningar med Columbia-tanssiorkesteri och Dallapé. Matinpalo bodde under huvuddelen av sitt liv utomlands.

## Skivinspelningar

### 24 september 1930
- Alla Marseilles'n auringon
- Ei mua murhe painaa saa
- Hietarannan neito
- Hopeakuu
- Wallahmalaky Lucy
- Tanssin tahdissa
- Hän on rakkain
- Sinitaivaani
- Saavu unessain mun luo
- Muistoja noita

### 25 september 1930
- Onnen haave
- Merimiespolkka
- Kun revontulet loimuaa
- Kerran kuljin

### 26 september 1930
- Enkeli taivaan lausui näin
- Sun porttis oves avaja
- Sun haltuus rakas Isäni
- Jo joutui armas aika

### 1933
- Alppijärvi (text: Martti Jäppilä)
- Virvatulet
- Puoliyön jälkeen

### 1934
- Taina
- Iltatähti